# Monteciccardo
Monteciccardo (Montcicärd in dialetto gallo-piceno) è una frazione di 1 626 abitanti del comune di Pesaro, amministrata in forma di municipio autonomo.
Precedentemente al 1º luglio 2020 era comune autonomo.

## Storia

Territorio dell'ex comune di Monteciccardo all'interno della Provincia di Pesaro e Urbino

Le prime notizie relative all'abitato risalgono al 1283 e parlano di un “Castrum Monti Sicardi”. 
Il castello fu governato dalle signorie che si succedettero a Pesaro e successivamente, estintasi la casata dei Della Rovere, passò allo Stato Pontificio.
I castelli di Monteciccardo, Montegaudio e Monte Santa Maria, da sempre strettamente collegati fra loro, dopo la sconfitta delle truppe Napoleoniche furono aggregati costituendo il comune di Monteciccardo.
Durante la seconda guerra mondiale a causa delle operazioni militari lungo la linea Gotica ha subito ingenti danni.
Il 1º luglio 2020 il comune di Monteciccardo è stato soppresso e aggregato a quello di Pesaro.

## Monumenti e luoghi d'interesse
- Castello. Si conservano parti delle mura e il torrione.
- Chiesa parrocchiale di San Sebastiano, che conserva nell'abside una tela di Bartolomeo Gentile da Urbino del 1508.
- Conventino, cinquecentesco convento dei Servi di Maria.[9][12]

## Società

### Evoluzione demografica
Abitanti censiti

## Amministrazione
| Periodo        | Periodo        | Primo cittadino    | Partito                          | Carica                  | Note   |
| -------------- | -------------- | ------------------ | -------------------------------- | ----------------------- | ------ |
| 1º giugno 1985 | 11 marzo 1992  | Narciso Mengacci   | Democrazia Cristiana             | Sindaco                 | [ 14 ] |
| 12 marzo 1992  | 23 aprile 1995 | Enzo Vagnini       | Democrazia Cristiana             | Sindaco                 | [ 14 ] |
| 24 aprile 1999 | 12 giugno 2004 | Giovanni Barberini | Centro-sinistra                  | Sindaco                 | [ 14 ] |
| 13 giugno 2004 | 25 maggio 2014 | Federico Goffi     | Federico Goffi per Monteciccardo | Sindaco                 | [ 14 ] |
| 26 maggio 2014 | 26 maggio 2019 | Elvino Del Bene    | Liberi e uniti                   | Sindaco                 | [ 14 ] |
| 27 maggio 2019 | 30 giugno 2020 | Sabrina Pane       |                                  | Commissario prefettizio | [ 15 ] |

## Sport

### Calcio
La squadra di calcio del paese è la Vigor Montegaudio, che attualmente disputa i campionati UISP, ma ha militato anche in Terza Categoria.